# Марсело Мартінессі
Марсело Мартінессі (ісп. Marcelo Martinessi; 1973, Асунсьйон) — парагвайський сценарист та кінорежисер, який отримав премію «Горизонти» за найкращий короткометражний фільм на міжнародному кінофестивалі у Венеції. Його перший художній фільм «Лас Хередерас» завоював премію «Срібний ведмідь» на Берлінському кінофестивалі 2018.

## Біографія
Марсело Мартінессі народився в столиці Парагваю місті Асунсьйон, закінчив місцевий Католицький університет, після чого вивчав кіномистецтво у Лондонській кіношколі.
Мартінессі дебютував як кінорежисер 2009 — це був 19-хвилинний короткометражний фільм «Карай Норте», де в чорно-білій техніці зображено події громадянської війни у Парагваї.
Другий короткометражний фільм, 20-хвилинний Calle última (2011), з'явився у результаті співпраці автора з дітьми-безхатченками на вулицях Асунсьйона.
2010 Мартінессі розпочав кар'єру на державному телебаченні Парагваю, але після перевороту 2012 пішов з поста керівника Громадської Ради Національної телекомпанії. Тоді ж відзняв наступний 12-хвилинний короткометражний документальний фільм «La voz perdida» (міжнародна назва: The Lost Voice), який розповідає про драматичні події національної історії. Фільм приніс Мартінессі приз Венеціанського кінофестивалю 2016.

## Фільмографія
- 2009: Karai norte (Kurzfilm)
- 2011: Calle última (Kurzfilm)
- 2013: La voz perdida (Dokumentar-Kurzfilm)
- 2018: Спадкоємиці (Las herederas)